# Asteroide troià

Imatge dels asteroides troians davant i darrere de Júpiter al llarg del seu camí orbital. També es mostra el cinturó principal d'asteroides entre les òrbites de Mart i Júpiter

Els asteroides troians són un sub-grup dels objectes troians. Aquests asteroides comparteixen òrbita amb un planeta o satèl·lit major a l'entorn dels punts de Lagrange estables L₄ i L₅ (punts troians), els quals estan situats aproximadament a 60° al davant i a 60° al darrere del planeta en la seva òrbita, respectivament. Els asteroides troians estan distribuïts en dues regions allargades i corbades al voltant d'aquests punts de Lagrange, amb una mitjana de semieix major d'unes 5,2 ua. El primer asteroide troià de l'òrbita de la Terra, anomenat 2010 TK7, es descobrí l'any 2010 i es feu públic l'any 2011.
Un equip internacional d’astrònoms dirigit per la Universitat d’Alacant i l'Institut de Ciències del Cosmos de la Universitat de Barcelona va confirmar el febrer de 2022 l'existència del segon asteroide troià terrestre conegut fins ara, batejat com a 2020 XL5, després d’haver-lo estat buscant durant una dècada. Fa 1 km de diàmetre i és 3 cops més gran que el 2010 TK7. El seu descobriment ha estat possible gràcies a l'ús de telescopis de 4 metres, idonis per detectar objectes siderals petits.

## Etimologia i ús lingüístic
Els objectes troians deuen el seu nom a una convenció de denominació que generalitza l'ús dels troians de Júpiter a altres objectes similars. El seu nom prové dels herois de la guerra de Troia cantats a la Ilíada.
Generalment, el terme asteroide troià es refereix als asteroides troians de Júpiter, que en constitueixen la gran majoria, encara que també se n'han trobat alguns a les òrbites de Mart i Neptú. Amb data de març de 2012, el nombre de troians coneguts superava els 5.253, dels quals només 10 no pertanyien a Júpiter. El nom que reben és en honor dels herois de les guerres troianes: els asteroides situats en el punt L₄, que precedeixen Júpiter, reberen els noms dels guerrers grecs –d'aquí ve que se'ls coneguin com els grecs–, mentre que els que segueixen Júpiter, en el punt L₅, reberen noms dels defensors de la ciutat de Troia –per això familiarment se'ls designa com els troians.
Els asteroides troians no es comporten com un núvol d'objectes amuntegats en els seus punts de libració, a manera de núvol, sinó que mostren òrbites allargades amb forma de «gota». Els seus moviments són una combinació entre el període d'11,856525 anys de Júpiter i un altre període llarg, de 150 a 200 anys de duració. L'asteroide troià més gran conegut és (624) Hèctor.
El terme asteroide troià a vegades s'usa per a referir-se a cossos que orbiten amb relacions semblants respecte al Sol i Mart o respecte a Saturn i algun dels seus satèl·lits, com Dione (vegeu satèl·lit troià).

## Història observacional

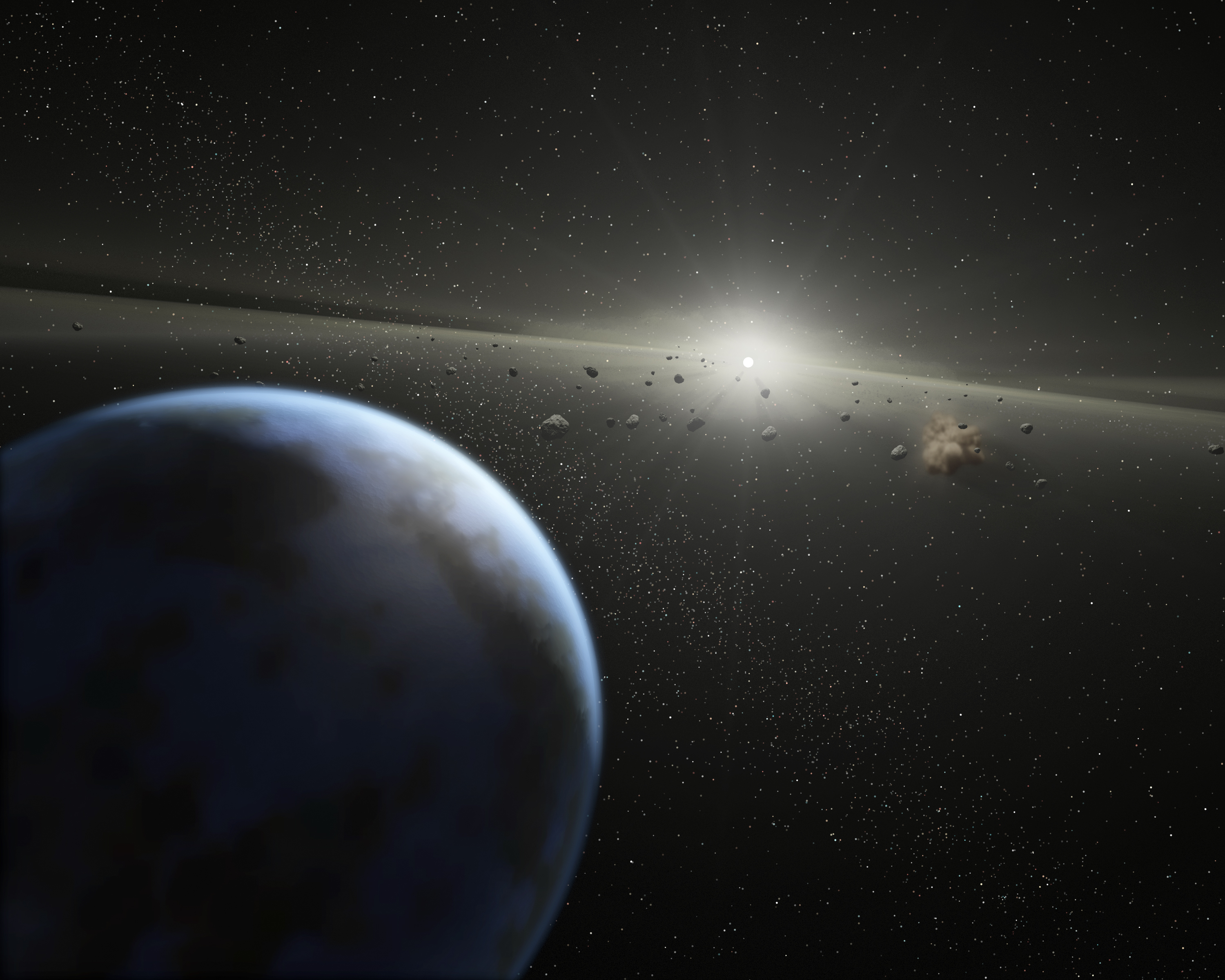
La detecció d'asteroides troians ha anat augmentant mitjançant l'avanç tecnològic

El primer troià, (588) Aquil·les, fou descobert el 1906 per l'astrònom alemany Max Wolf. Es creu que el nombre total de troians de Júpiter majors d'un 1 km ronda el milió, una quantitat similar al nombre d'asteroides del cinturó principal de la mateixa grandària. Igual que en aquest, els troians formen famílies d'asteroides.
L'any 1772, el matemàtic Joseph-Louis Lagrange, en els seus estudis sobre el problema restringit dels tres cossos, predigué que un cos petit que compartís òrbita amb un planeta quedaria atrapat en els punts situats a 60° de la línia que uneix el Sol i el planeta. El cos atrapat faria lentament un moviment de libració al voltant del punt exacte d'equilibri, descrivint una òrbita de ferradura. Aquests punts són coneguts com els punts de Lagrange L₄ i L₅. No obstant això, no s'observaren asteroides atrapats en aquests punts fins a més d'un segle després de la hipòtesi formulada per Lagrange: els primers a descobrir-se foren els de Júpiter.
Actualment es creu que E. E. Barnard feu la primera observació d'un asteroide troià l'any 1904, encara que la importància de la seva observació no fou apreciada en el seu moment: Barnard cregué que havia vist Febe, satèl·lit de Saturn, que en aquell moment estava a només dos minuts d'arc de l'asteroide, o fins i tot una estrella. La identitat del punt que Barnard observà no fou compresa fins que es feren suficients observacions per traçar l'òrbita del troià (12126) 1999 RM11, un objecte que fou redescobert el 1999.
Al febrer de 1906, l'astrònom alemany Max Wolf descobrí un asteroide en el punt de Lagrange L₄ del sistema Sol-Júpiter i l'anomenà (588) Aquil·les: el mític Aquil·les és un dels herois la Ilíada d'Homer. En els anys 1906–1907, es descobriren dos asteroides troians jovians més, per part de l'astrònom també alemany August Kopff: (624) Hèctor i (617) Pàtrocle. Hèctor, igual que Aquil·les, pertany al punt lagrangià L₄ ("al davant" del planeta en la seva òrbita), mentre que Pàtrocle es convertí en el primer asteroide conegut que pertanyia al punt lagrangià L₅ ("al darrere" del planeta). El 1938 ja es coneixien 11 troians. Aquest nombre es va incrementar tan sols fins a 14, amb data de 1961. Amb data d'abril de 2010, es coneixien a Júpiter 2.600 troians en L₄ i 1.470 en L₅, i el ritme en què es descobreixen augmenta gràcies a la millora i el desenvolupament dels instruments: amb data de gener del 2000, se n'havien descobert 257, mentre que al maig del 2003 la xifra havia ascendit fins a 1.600.
El 1990, es descobrí el primer troià en un planeta diferent de Júpiter: (5261) Eureka, un troià que pertany a Mart. Més tard, el 2001, es trobà el primer troià de Neptú: 2001 QR322. Fins al juliol del 2004 hi havia 1.679 asteroides troians coneguts: 1.051 en L4  i 628 en L5 . N'hi ha molts altres massa xicotets per a ser vists amb els instruments actuals. El troià més gran és (624) Héctor, que mesura 370 × 195 km.

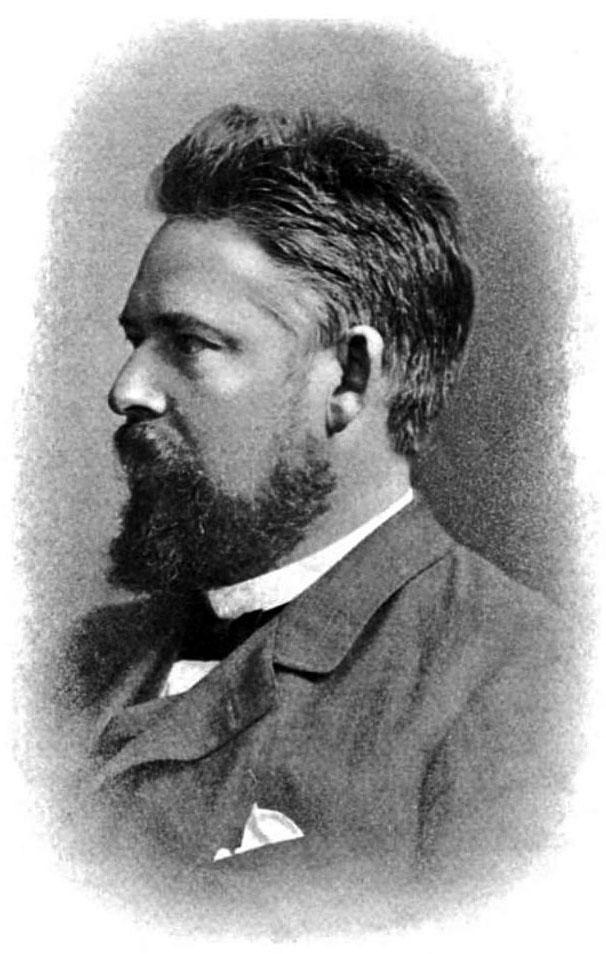
Max Wolf descobrí el primer asteroide troià el 1906
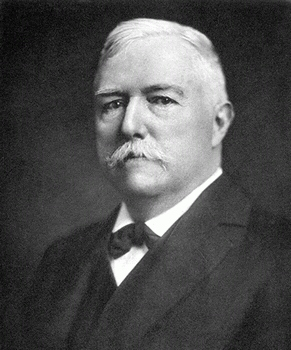
E.E. Barnard fa el 1904 la primera observació registrada d'un troià
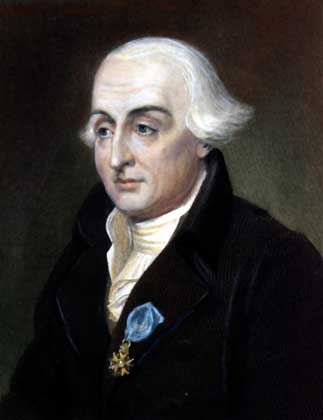
Joseph-Louis Lagrange predigué el 1771 l'existència dels troians

## Nomenclatura
La nomenclatura de tots els asteroides dels punts L₄ i L₅ de Júpiter en honor dels herois mítics de la Guerra de Troia fou proposada per Johann Palisa de Viena, que fou el primer que calculà de manera acurada les seves òrbites. Els asteroides del grup L₄ són anomenats en honor dels herois grecs (per això es coneixen com a node grec o grup d'Aquil·les, i els que es troben al punt L₅ són anomenats en honor dels herois de Troia (node troià). Cal notar que (617) Pàtrocle fou anomenat abans que es decidís la regla dels grecs/troians, per la qual cosa aquest nom grec apareix al node troià; a més, el node grec també té un asteroide «mal col·locat», (624) Hèctor, anomenat en honor d'un heroi troià.
Amb el temps, el terme asteroide troià, aplicat originàriament només a Júpiter, s'aplica de manera més general a qualsevol cos que ocupa els punts triangulars de Lagrange de qualsevol sistema. Per exemple, el planeta Mart té l'asteroide (5261) Eureka com a troià, o el satèl·lit de Saturn Dione té Helena en el lloc L₄ (grec) i Pòl·lux en el lloc L₅ (troià).

## Origen i evolució
Existeixen dues teories principals respecte als troians. La primera suggereix que els troians es formaren a la mateixa regió del sistema solar que Júpiter i s'incorporaren a la seva òrbita quan el planeta encara es trobava en formació. L'última etapa de la formació de Júpiter involucrà un creixement descontrolat de la seva massa a causa de l'acreció de grans quantitats d'hidrogen i heli del disc protoplanetari; durant aquest creixement, que es va perllongar solament uns 10.000 anys, la massa de Júpiter es multiplicà per deu. Els planetesimals que tenien òrbites properes a les de Júpiter foren capturats pel camp gravitatori cada vegada més intens del planeta gegant. El mecanisme de captura era molt eficient, ja que, segons la teoria, foren atrapats al voltant del 50 per cent dels planetesimals restants. No obstant això, aquesta hipòtesi presenta dos problemes de gran importància: el nombre de cossos atrapats excedeix en quatre ordres de magnitud la població de troians observada, i els asteroides troians actuals tenen inclinacions orbitals majors que les predites pel model. Tanmateix, les simulacions sobre aquest escenari mostren que aquest mètode de formació inhibiria la creació de troians similars al voltant de Saturn, la qual cosa concorda perfectament amb les observacions.
La segona teoria, part del model de Niça, proposa que els troians foren capturats durant la migració planetària, la qual succeí entre 500 i 600 milions d'anys després de la formació del sistema solar. La migració fou provocada pel pas de Júpiter i Saturn a través de la ressonància orbital 1:2. Quan això ocorregué, Urà i Neptú –així com Saturn en certa manera– es mogueren cap a l'exterior, mentre que Júpiter ho feu lleugerament cap a l'interior. Aquesta migració de planetes gegants desestabilitzà el cinturó de Kuiper principal, el qual expulsà milions d'objectes cap a l'interior del sistema solar, que s'acumularen i formaren els troians que s'observen actualment. A més, la combinació de les influències gravitatòries dels planetes hauria pertorbat qualsevol troià existent amb anterioritat.
El futur a llarg termini dels troians resta encara obert, ja que multitud de ressonàncies febles amb Júpiter i Saturn podrien provocar un comportament caòtic amb el temps. A més, els fragments expulsats de les col·lisions entre troians redueixen lentament la seva població. Les simulacions mostren que aproximadament un 17 per cent dels troians inicials de Júpiter són inestables, per la qual cosa hagueren de ser expulsats en algun moment del passat. Aquests troians expulsats podrien convertir-se temporalment en satèl·lits de Júpiter o en cometes periòdics de Júpiter; això últim podria succeir si s'aproximen al Sol i la seva superfície de gel comença a evaporar-se. Levison i els seus col·laboradors creuen que podrien estar viatjant pel sistema solar prop de 200 troians expulsats de diàmetre major que 1 km, i que és molt poc probable que algun d'aquests pugui travessar l'òrbita de la Terra.

## Nombre i masses
Les estimacions del nombre total de troians es basen en estudis profunds d'àrees petites del cel. Es creu que el grup L₄ podria contenir entre 160.000 i 240.000 asteroides de diàmetre major de 2 km i al voltant de 600.000 de diàmetre major d'1 km. Si el grup L₅ contingués una quantitat similar d'asteroides, el nombre total de troians de diàmetre major que 1 km superaria el milió. Aquests nombres són comparables als del cinturó principal d'asteroides. S'estima que la suma de les masses de tots els troians és 0,0001 vegades la massa de la Terra, o una cinquena part de la massa del cinturó principal. Probablement, es coneixen tots els troians de magnitud absoluta de fins a 9,0. El nombre de troians observats al voltant del punt L₄ és lleugerament superior als del punt L₅; no obstant això, com que la variació del nombre dels troians més brillants és escassa, aquesta disparitat probablement es deu a l'existència de biaixos en l'observació. Tanmateix, alguns models indiquen una estabilitat lleugerament major en el grup L₄.
El troià de major grandària és (624) Hèctor, el qual té un radi de 101,5 ± 1,8 km. Existeixen pocs troians la grandària dels quals sigui molt més gran que la mitjana de la població. Per sota d'un radi de 42 km, el nombre de troians creix molt ràpidament, molt més que en el cinturó principal. Aquesta xifra correspon a una magnitud absoluta de 9,5, assumint una albedo (quantitat de radiació reflectida) del quatre per cent. En el rang entre 4,4 i 40 km de radi, la distribució de les grandàries dels troians és similar a la del cinturó principal. Com que l'observació no proporciona dades, es desconeix la massa dels troians de menor grandària, els quals es creu que són el producte de col·lisions entre troians majors.

## Òrbites

Comparació de l'òrbita de (624) Hèctor (blava) respecte de la de Júpiter (vermella)

Els troians de Júpiter tenen òrbites de radis compresos entre 5,05 ua i 5,35 ua, amb un semieix major mitjà de 5,20 ± 0,15 ua, i estan distribuïts en regions allargades i corbes al voltant dels dos punts lagrangians; cada grup s'estén 26° al llarg de l'òrbita de Júpiter, la qual cosa suma un total de 2,5 ua. L'amplària de cada grup és similar a la de dos radis de l'esfera de Hill, la qual cosa en el cas de Júpiter suma unes 0,6 ua. Molts troians de Júpiter tenen inclinacions orbitals (relatives al pla orbital del planeta) de més de 40°.
Els troians no mantenen una distància fixa respecte al planeta, sinó que pateixen lentament una libració al voltant dels seus respectius punts d'equilibri i varien així la seva distància amb Júpiter de manera periòdica. El període mitjà d'aquesta libració és d'uns 150 anys i la seva amplitud mitjana és de 33° (varia entre valors tan distanciats com 0,6° i 88°). Els troians segueixen generalment unes òrbites al voltant dels punts lagrangians denominades trajectòries de capgròs. Les simulacions mostren que els troians podrien seguir trajectòries fins i tot més complicades si es moguessin des d'un punt lagrangià a un altre; aquestes òrbites reben el nom de trajectòries de ferradura, encara que fins ara no es coneix cap troià que tingui òrbites d'aquest tipus.

### Famílies dinàmiques i asteroides binaris
La determinació de famílies dinàmiques d'asteroides en el grup dels troians és més complicada que en el cinturó principal perquè els troians estan tancats en un rang possible de posicions molt menor. Això significa que els cúmuls dinàmics tendeixen a superposar-se amb el gruix del grup i se'ls perd fàcilment la pista. No obstant això, durant el 2003 s'identificaren més d'una desena de famílies dinàmiques. Les famílies de troians són més petites en grandària que les del cinturó principal; la família de major grandària coneguda és el grup Menelau, que conté només vuit membres.
El 2001, (617) Pàtrocle fou el primer troià identificat com a asteroide binari. L'òrbita d'aquest asteroide binari (650 km) és molt més petita que l'esfera de Hill primària (35.000 km). L'asteroide de major grandària, (624) Hèctor, és probablement un asteroide binari de contacte (dos asteroides que orbiten tan a prop que acaben establint contacte).

## Característiques físiques

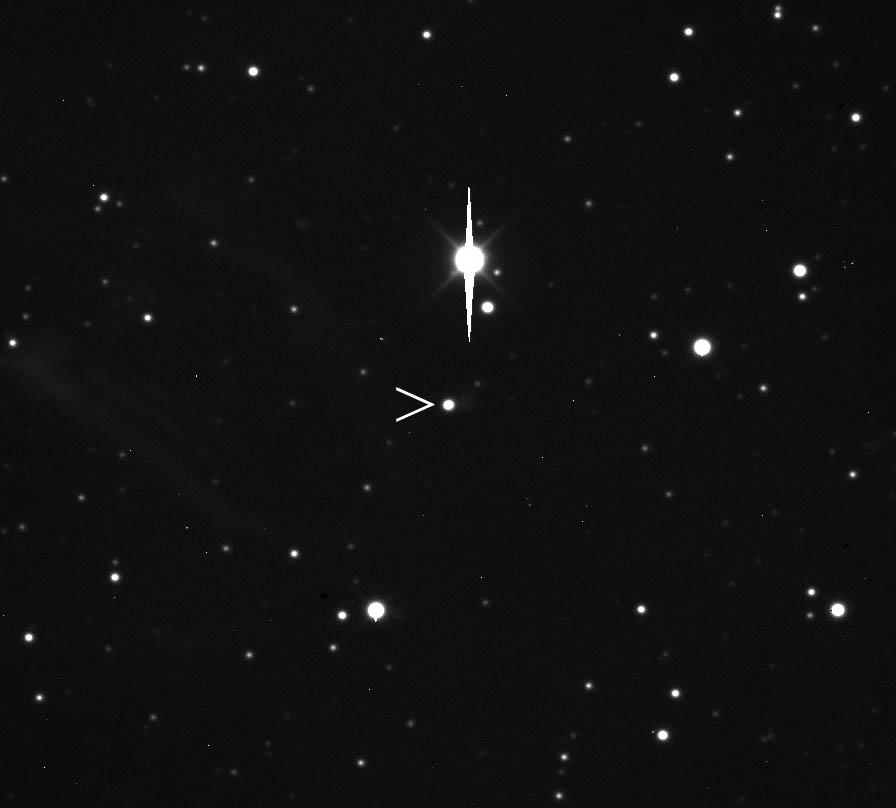
El troià (624) Hèctor té una magnitud aparent (lluentor observada des de la Terra) comparable a Plutó

Els asteroides troians de Júpiter són objectes foscs de forma irregular. En general, l'albedo geomètrica varia entre 0,03 i 0,1 amb un valor mitjà de 0,056 ± 0,003. L'asteroide (4709) Enomo té la major albedo de tots els troians (0,18).

### Rotació
Les propietats rotacionals dels troians no es coneixen gaire bé. L'anàlisi de les corbes de llum rotacionals dels 72 asteroides troians constata un període de rotació mitjà d'11,2 hores, mentre que el període mitjà dels asteroides del cinturó principal ronda les 10,6 hores. La distribució dels períodes rotacionals dels troians aparentment encaixa amb una distribució de Maxwell-Boltzmann, cosa que no succeeix en els del cinturó principal a causa d'un dèficit d'asteroides amb períodes d'entre 8 i 10 hores. La distribució de Maxwell-Boltzmann dels períodes rotacionals dels troians podria indicar que han sofert una evolució de col·lisió més accentuada que els del cinturó principal.
No obstant això, el 2008 s'analitzaren les corbes de llum d'una mostra de deu troians i es trobà una mitjana del període de rotació de 18,9 hores. La discrepància d'aquest valor és significativa respecte al període de rotació per als asteroides del cinturó principal de la mateixa grandària (11,5 hores). La diferència podria donar-se pel fet que els troians tenen una densitat mitjana major, la qual cosa implicaria que es formaren en el cinturó de Kuiper.

### Composició
Espectroscòpicament, els troians de Júpiter són principalment asteroides de tipus D, els quals són predominants a les regions externes del cinturó principal. Altres tipus representatius en són els asteroides tipus C o tipus P. Els seus espectres solen ser vermellosos (emeten radiació en longituds d'ona llargues) o neutres i freturoses de trets distintius. Les proves de la presència d'aigua o de matèria orgànica són poc sòlides, i només l'asteroide (4709) Enomo podria contenir aigua en el seu interior, en forma de gel. La presència de matèria orgànica només s'ha evidenciat en els troians (911) Agamèmnon i (617) Pàtrocle. L'espectre d'emissió dels troians és similar al dels satèl·lits irregulars de Júpiter i, en certa manera, al nucli del cometa, i és diferent que el dels objectes del cinturó de Kuiper. L'espectre dels troians s'explica molt bé com una composició de gran quantitat de material ric en carboni (carbó vegetal), gel d'aigua i possiblement silicats rics en magnesi. La composició dels troians és uniforme, amb poca o nul·la diferenciació entre els dos grups.
El 2006, un equip de l'observatori Keck de Hawaii anuncià que la densitat de l'asteroide binari (617) Pàtrocle era menor que la del gel (0,8 g/cm³), la qual cosa suggereix que l'asteroide i possiblement molts altres troians tenen grandàries i composicions més similars als cometes o objectes del cinturó de Kuiper (gel amb una capa de pols al seu voltant) que als asteroides del cinturó principal. D'aquesta manera, la densitat del troià (624) Hèctor, determinada a partir de la seva corba de llum rotacional (2,480 g/cm³), és significativament major que la del troià (617) Pàtrocle. Aquesta diferència de densitats és desconcertant i indica que aquesta magnitud podria no ser un bon indicador de l'origen dels asteroides.

## Troians en altres planetes

### Asteroides troians de Mart
El 20 de juny de 1990 es descobrí (5261) Eureka, el primer asteroide troià de Mart, i el primer que no pertanyia a Júpiter. Es descobrí a l'observatori el Palomar. Aquest asteroide de tipus A ocupa el punt de Lagrange L₅ del planeta.
A partir de llavors, i fins al 2010, s'han trobat tres altres troians de Mart: (101429) 1998 VF31 (L₅), (121514) 1999 UJ7 (L₄) i 2007 NS2 (L₄), per ordre de descobriment. Aquests asteroides tenen inclinacions orbitals elevades. S'han descobert altres asteroides que orbiten al voltant dels punts lagrangians, però no s'han classificat com a troians a causa de la seva gran inestabilitat, la qual provocarà que siguin expulsats en un termini màxim de 500.000 anys.

### Asteroides troians de Neptú
El 21 d'agost de 2001 es descobrí el primer troià de Neptú, l'asteroide 2001 QR322, que fou el primer troià descobert en un planeta gegant del sistema solar diferent de Júpiter. Es trobà gràcies al projecte Deep Ecliptic Survey, l'objectiu del qual era trobar objectes del cinturó de Kuiper. Aquest troià orbita al voltant del punt lagrangià L₄ de Neptú amb una òrbita molt estable i s'estima que té un diàmetre de 230 km.
Fins al 2011 s'han descobert nou troians més: 2001 QR322 (L₄), 2004 UP10 (L₄), 2005 TN53 (L₄), 2005 TO74 (L₄), 2006 RJ103 (L₄), 2007 VL305 (L₄), 2008 LC18 (L₅), 2004 KV18 (L₅) i 2011 HM102 (L₅), per ordre de descobriment. No obstant això, s'estima que el nombre total de troians de Neptú podria ser fins a vint vegades superior al nombre de troians de Júpiter.